# Southern Astrophysical Research Telescope
Southern Astrophysical Research Telescope (SOAR) är ett modernt 4,1 meter optiskt och nära infrarött teleskop som ligger på Cerro Pachón, Chile vid 2 738 meter höjd.